# Grafmonumenten van de familie Macpherson-van Meeuwen
De grafmonumenten van de familie Macpherson-van Meeuwen op de Algemene Begraafplaats Tongerseweg in de Nederlandde stad Maastricht zijn een rijksmonument.

## Achtergrond
Het eerste monument werd opgericht voor Pieter Daniël Eugenius Macpherson (1792-1846), gouverneur van het Hertogdom Limburg. Ook zijn vrouw Rosa Maria Johanna van Meeuwen (1801-1889) en schoonvader jhr. Petrus Andreas van Meeuwen (1772-1848) werden hier begraven. 

## Beschrijving
Het geheel bestaat uit drie identieke hardstenen sarcofagen, die zijn geplaatst in een driehoeksopstelling. De sarcofagen worden aan alle zijden bekroond door frontons met op de lange zijden in haut-reliëf een grafkrans met ranken en op de korte zijde zandlopers en een familiewapen. Het monument voor Macpherson toont op de korte zijde bovendien diens dodenmasker.   
Opschriften op de tombes vermelden respectievelijk: 
PIETER DANIEL EUGENIUS

MAC PHERSON

STAATSRAAD GOUVERNEUR

VAN 'T HERTOGDOM LIMBURG

GEBOREN TE ARMENTIERES

DEN 4DEN APRIL 1792

GESTORVEN TE MAASTRICHT

DEN 19DEN JANUARY 1846

-

JR MR PETRUS ANDREAS

VAN MEEUWEN

STAATSRAAD

LID DER RIDDERSCHAP VAN

NOORD BRABAND

GEBOREN

TE S'HERTOGENBOSCH

27 JANUARY 1772

GESTORVEN TE MAASTRICHT

19 AUGUSTUS 1848

-

JWE ROSA MARIA JOHANNA

VAN MEEUWEN

WEDUWE VAN PIETER DANIEL

EUGENIUS MACPHERSON

EN VAN FLORENT BARON PRISSE

GEBOREN TE 'S-HERTOGENBOSCH

31 JULI 1801

GESTORVEN TE NICE

4 DECEMBER 1889

## Waardering
De grafmonumenten werd in 1997 in het Monumentenregister opgenomen vanwege de "cultuurhistorische waarde als bijzondere uitdrukking van een culturele, sociale, geestelijke en typologische ontwikkeling. De architectuurhistorische waarden worden bepaald door de vormgeving, de esthetische kwaliteiten, de ornamentiek en het materiaalgebruik. De drie sarcofagen vormen een zeer belangrijk onderdeel van de begraafplaats aan de Tongerseweg en hebben als zodanig een historisch ruimtelijke relatie met de aanleg van de begraafplaats. De drie sarcofagen zijn in hoge mate gaaf en beschikken over een grote mate van typologische zeldzaamheid."